# Острец
Острец (мкд. Острец) је насеље у Северној Македонији, у јужном делу државе. Острец припада општини Битољ.

## Географија
Насеље Острец је смештено у крајње јужном делу Северне Македоније, близу државне границе са Грчком (6 km јужно од насеља). Од најближег већег града, Битоља, насеље је удаљено 16 km јужно.
Острец се налази у југозападном делу Пелагоније, највеће висоравни Северне Македоније. Насеље је смештено југозападно од поља, на источним падинама планине Баба. Надморска висина насеља је приближно 960 метара.
Клима у насељу је планинска због знатне надморске висине.

## Становништво
Острец је према последњем попису из 2021. године имао 161 становника.
| Национални састав према попису из 2021.‍ | Национални састав према попису из 2021.‍ | Национални састав према попису из 2021.‍ | Национални састав према попису из 2021.‍ | Национални састав према попису из 2021.‍ |
| --------------------------------------- | --------------------------------------- | --------------------------------------- | --------------------------------------- | --------------------------------------- |
|                                         |                                         |                                         |                                         |                                         |
| Албанци                                 | Албанци                                 |                                         | 154                                     | 95,6%                                   |

Већинска вероисповест је ислам.